# シモン・ボリバル
シモン・ボリバル (Simón Bolívar [siˈmom boˈliβaɾ] ( 音声ファイル))として知られるシモン・ホセ・アントニオ・デ・ラ・サンティシマ・トリニダード・ボリバル・パラシオス・ポンテ・イ・ブランコ（Simón José Antonio de la Santísima Trinidad Bolívar Palacios Ponte y Blanco、1783年7月24日 - 1830年12月17日）は、南米大陸のアンデス5ヵ国をスペインから独立に導き、統一したコロンビア共和国を打ちたてようとした革命家、軍人、政治家、思想家である。
ベネズエラのカラカスに南米大陸屈指の名家の男子として生まれたが、早いうちに妻を亡くしたことがきっかけとなって、その後の生涯をラテンアメリカの人々の解放と統一に捧げた。このため、ラテンアメリカでは「解放者」 (El Libertador) とも呼ばれる。

## 幼少期
ボリバルは1783年、現在のベネズエラ、カラカスのクリオーリョの名家に生まれた。ボリバル家は、16世紀にビスカヤからベネズエラに移住したバスク人の家系である。幼くして両親を亡くした が、アメリカ大陸有数の資産家ボリバル家の男子としてさまざまな家庭教師を付けられた。このときの教師の1人シモン・ロドリゲスの考えがボリバルに大きな影響を与えている。さらに教育を受けるため、1799年にスペインで任官していたおじを頼ってヨーロッパに渡り、修学のためヨーロッパを旅行している。ドイツ人の自然学者アレクサンダー・フォン・フンボルトに南米独立にかける思いを語って一笑に付されるなどの屈辱的な経験もあったが、遊学中にスペインでマリア (Maria Teresa Rodríguez del Toro y Alaysa) と知り合うと、1802年に現地で結婚し、彼女を連れてベネスエラに帰国した。しかし翌1803年、熱帯の気候に耐えられなかったマリアは黄熱病でその生涯を閉じ、以降ボリバルは深い喪失感を抱いて生涯再婚することはなかった。1804年に傷心のままヨーロッパに戻り、しばらくはナポレオンに仕えたが、このころの南アメリカでのスペインからの独立の機運を機に、祖国ベネズエラの独立を志すようになったといわれている。

## 独立戦争

### ベネズエラ独立運動
1806年にベネズエラ出身の元スペイン軍人フランシスコ・デ・ミランダがベネズエラ解放のための戦争を始めると、ボリバルはこれに興味を抱き、1807年にベネズエラに帰国した。南アメリカは1,400万人の人口を擁し、ヨーロッパ人と現地人の混血が進んでいた。
その後、1808年にナポレオンがスペインに侵入して兄のジョゼフ・ボナパルトをスペイン王ホセ1世として擁立した際、ボリバルは反王政派（愛国連盟）に加わった。1810年4月19日、カラカスは植民地の自治を実行するための議会を設置。ボリバルはイギリスに革命の支持を取り付けるために派遣された。イギリスでの活動目的は、スペイン植民地独立運動の説明と万が一の場合の武器などの支援を受けられるように働きかけることであった。資産以外に何の後ろ盾もなかったボリバルのイングランド説得は不成功に終わったが、ボリバルはイギリスの政治制度から多くを学び、後年世界で最も優れた政治体制は君主制を除いてイギリスのものだと語っている。
ボリバルは1811年にベネズエラに帰国、3月に開かれた制憲会議で演説を行った。同年7月に、制憲会議がベネズエラの独立を宣言。ボリバルはベネズエラ国軍に入隊した。ボリバルはプエルト・カベロの要塞の守備をしていたが、将校の裏切りにより要塞がスペイン軍の手に渡ってしまった。さらに同年起こったカラカス地震による被害は大きく、1812年7月、カラカスは再びスペイン軍に占領されてしまう。これを重く見たミランダはスペインと休戦（事実上の降伏）したが、ボリバルは徹底抗戦を誓って裏切り者のミランダをスペイン軍に引き渡し、12月にはヌエバ・グラナダ連合州（1810年 - 1816年）が支配していた現コロンビアのカリブ海沿岸の都市カルタヘナに向った。

### カルタヘナ宣言
ヌエバ・グラナダのカルタヘナで、スペインへの徹底抗戦を誓うカルタヘナ宣言を発表。これに共感したヌエバ・グラナダの市民はボリバルをベネズエラ解放遠征軍司令官に任命。サンタフェ・デ・ボゴタを中心とするクンディナマルカ共和国（1810年 - 1815年）の指導者アントニオ・ナリーニョの支援を得て1813年、ボリバルはベネズエラ進攻を指揮して5月23日にメリダに入り、El Libertador（解放者）と呼ばれた。8月6日にカラカスを奪回し、ベネスエラ第二共和国（1813年 - 1814年）の成立を宣言した。
兵力劣勢な共和派が成功したのは、軽快な機動力と優れた戦術によるものであった。だがカラカスに入り込むと、ボリバルの足は縛られた。強力な王党派軍はたいして減っておらず、白人クリオーリョへの反感を利用して地方のメスティーソやインディオなどの民衆から兵を集め、カラカスを締め上げた。そのうえ、スペイン本国においても1814年にスペイン独立戦争が終結してフェルナンド7世が復位したため、植民地の独立軍を鎮圧する体制を整えられるようになった。カラカス市民は共和派支持を鮮明にしており、その頃荒れ狂っていた王党派の虐殺から逃れてきた難民でカラカスの人口は膨れ上がった。そのような情勢で軽々しく市を放棄すると、味方の市民が殺される恐れがあった。1814年に共和派の軍は防衛戦で消耗したあげく、分かれて脱出した。ボリバルが市民を引きつれて東に脱出すると、スペイン軍は再びカラカスを占領した。
さらにその頃ヌエバ・グラナダでは、トゥンハに首都を置き連邦制を主張するヌエバ・グラナダ連合州とボゴタに拠点を置き中央集権体制を目指すクンディナマルカ共和国が対立し、独立勢力同士で内戦状態となっていた。ボリバルはカルタヘナへと戻ると、ヌエバ・グラナダ連合州の軍を率いて1814年にボゴタを攻略し、両勢力を統合した。ヌエバ・グラナダ連合州は首都をボゴタに移し、さらにサンタ・マルタのスペイン軍を包囲するが、根拠地だったカルタヘナで起きた王党派の蜂起に敗れたため、1815年にイギリス領ジャマイカへと亡命した。亡命後、スペイン軍は兵力を増強して独立軍の拠点を次々と陥落させ、1815年にはカルタヘナも陥落した。

### ジャマイカ書簡
ジャマイカに逃れたボリバルは、南アメリカ諸国 をイギリスの立憲君主制のような政治システムで自由を勝ち取る構想を元に、ジャマイカ書簡と呼ばれる著作を執筆した。この書簡を使ってイギリスの援助を求めたが、イギリスはこれを黙殺した。
1815年にボリバルはイスパニョーラ島に渡り、南西部のハイチ共和国を支配していたアレクサンドル・ペションに軍事的援助を求めた。解放戦争終了後、黒人奴隷を解放することを条件にペションはこれを認め、物心共に援助を与えた。

### ボヤカの戦い

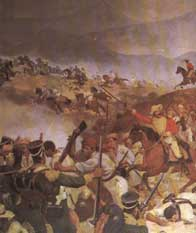
ボヤカの戦い

1816年にハイチの援助を得てボリバルはベネズエラに上陸し再びスペインとの戦闘を開始した。ここで奴隷制を廃止し、その解放した奴隷たちを自軍の兵士に組み込み一進一退の戦いを続けたが、ジャネーロ（Llanero）を説得し、アンゴストゥーラを攻略したところで劣勢になり、再びハイチに亡命した。1817年夏に再びベネズエラに上陸し、アンゴストゥーラ（現在のシウダ・ボリバル）を攻略すると、今度はアンゴストゥーラをベネスエラ第三共和国（1817年 - 1819年）の臨時首都と宣言した。さらにジャネーロの頭目（カウディーリョ）ホセ・アントニオ・パエスの協力を取り付けることに成功し、イギリスは独立勢力を公然と援助することはなかったが、この頃イギリス・スペイン関係は冷却化していたためイギリス人やスコットランド人やアイルランド人の義勇兵が軍に加わってきた。
ベネズエラでの作戦中、1816年にボゴタが陥落し、ヌエバ・グラナダの独立勢力は完全に崩壊した。1819年、ボリバルは守りの堅いカラカスをやり過ごしてヌエバ・グラナダにとってかえす作戦を立案した。部隊を二手に分け、一隊を平野部（ジャノ）に進撃させ、ボリバル率いる本隊はアンデス山脈を越えてヌエバ・グラナダへ進撃するというものであった。ボリバル率いる本隊は、風雨と寒気にさらされて多数の死者を出したが、スペイン軍の裏を見事に衝いて、同年8月7日、ボヤカの戦いで勝利し、8月10日ボゴタに再入城した。

### 大コロンビア
1819年12月、ボリバルはアンゴストゥーラ議会でヌエバ・グラナダ共和国の大統領と軍指揮官になった。ボリバルは議会にヌエバ・グラナダとベネズエラを合併した新しい国家の創設を要請した。直ちに現在のベネズエラ・コロンビア・パナマ・エクアドルを合わせた地域がコロンビア共和国（後世呼ばれる大コロンビア）として宣言された。しかし、ベネズエラとキトとグアヤキルは依然としてスペインの支配下であった。
1820年にボリバル軍とスペインの間で6ヵ月の休戦条約が結ばれるが、休戦期間終了後間もなく、ボリバルとスペイン軍の間で戦闘が起こる。 ベネズエラに侵攻したボリバルは1821年6月のカラボボの戦いで勝利し、故郷カラカスを奪還する。ボリバルは、1821年5月に開催された大コロンビアの憲法起草のためのククタ議会に招集され、初代コロンビア共和国の大統領として指名を受けた。そして国内が一応固まる様子をみせると、内政はそれまで副官を務めていたヌエバ・グラナダ人の副大統領フランシスコ・デ・パウラ・サンタンデル以下に任せて、ボリバルは大コロンビア領に理論的には含まれるもののまだスペインの統治下にあるキト、そして王党派の牙城ペルー方面の解放に向かった。

## ペルー解放と独立戦争の終結

### キト攻略
1822年、ボリバルはエクアドル方面の攻略を本格化させる。ボリバルの率いる部隊が山間部からエクアドルに侵入し、ボリバルの部下であったベネズエラ人のアントニオ・ホセ・デ・スクレが太平洋側からエクアドルに進んだ。スクレの部隊は 1822年5月24日にピチンチャの戦いで勝利を収め、翌日にはキトに入城を果たした。ボリバルもキトに合流し、ここにエクアドルの解放を果たした。また、ここで「永遠の愛人」となるマヌエラ・サエンスと出会うことになった。

### グアヤキル会談

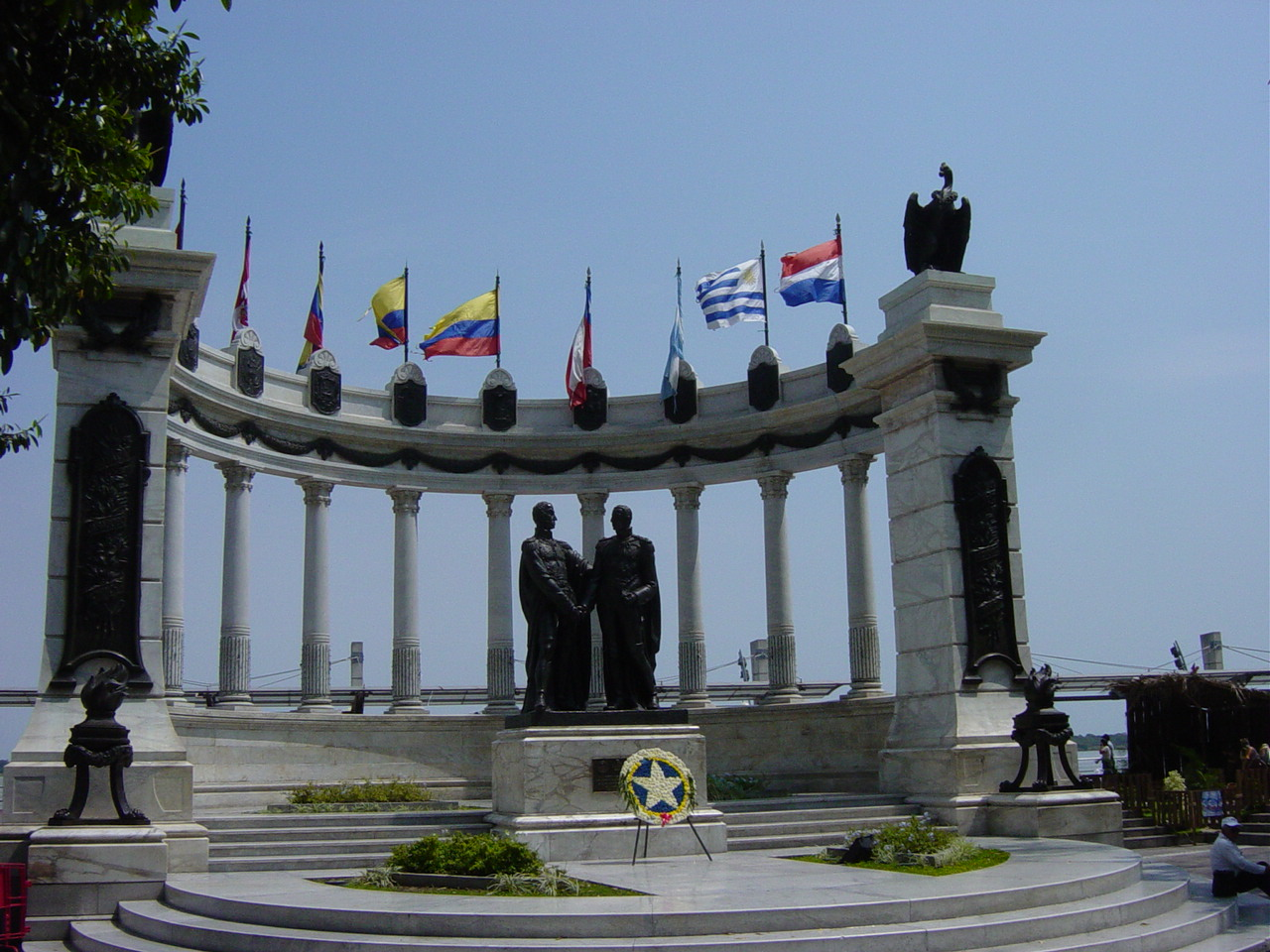
グアヤキルに並び立つ、二人の解放者とラテン・アメリカの解放と統一の記念碑

このころ、アルゼンチンのホセ・デ・サン・マルティン将軍は、チリの独立指導者ベルナルド・オイヒンスや、スコットランドの元英王立海軍軍人トマス・コクランらの力を借りて、アルゼンチンのメンドーサからアンデス山脈越えをもってチリを解放し、そこから海路ペルーまで進み、初代ペルー護国官となって南から解放戦争を進めていた。しかし、このペルー共和国の支配権は海岸部に限定され、アルト・ペルー（現ボリビア）に拠点を置くスペイン軍とペルー副王のラセルナは抵抗を続けてサン・マルティンを翻弄し、ペルー第一共和国の崩壊が迫っていた。
このため、サン・マルティンは大コロンビア軍に支援を求めようとした。ボリバルはこの思わぬもう一人の解放者に出くわしたことを喜び、解放されたグアヤキルで1822年7月26日にグアヤキル会談を行った。会談の内容は資料が残っておらず詳細は不明であるが、グアヤキル地方の帰属問題とペルーのスペインからの独立の仕方であったといわれている。ボリバルが共和制を望んだのとは対照的に、サン・マルティンはヨーロッパから王を導入して立憲君主制を導入することを望んでいたが、ナポレオンの戴冠によりフランス革命が大失敗したと考えていたボリバルにとって、これは到底受け入れることのできない条件だった。結局、ボリバル軍に加わりたいというサン・マルティンの申し出もボリバルが断ると、サン・マルティンはアルゼンチンに帰国してしまった。この会談ののち、サン・マルティンが軍を率いることは二度となく、1824年にはヨーロッパへと移住してしまった。このため、山岳部に勢力を張るスペイン軍との対決は、以後ボリバルの手にゆだねられることとなった。

### ペルー解放

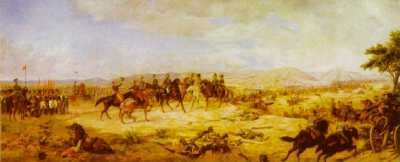
アヤクーチョの戦い

サン・マルティンが引退したためペルーはボリバルの大コロンビアに援軍を依頼し、1823年にボリバルはまずスクレを先遣隊として派遣したのち、1823年9月にはボリバル自身がペルーへと移動した。ボリバル軍はリマに進出し、リマの東山地に陣地を築いていたスペイン軍と対峙した。ボリバルは1824年2月8日にペルーの第8代大統領に選出され、大コロンビアとペルーの大統領を兼任することとなった。ピチンチャの戦いで活躍したスクレを総司令官（実質的には参謀長）に据えて、攻略を開始した。ボリバルは病に倒れ戦線を離脱したが、スクレが1824年12月9日、アヤクーチョの戦いで大勝し、ペルー副王のホセ・デ・ラ・セルナを降伏させた。
ペルー解放によって南アメリカの独立戦争の大勢は決したが、依然としてアルト・ペルー（高地ペルー）はスペイン軍に支配されていた。しかしペルーから進軍したスクレが1825年4月に解放し、ラテン・アメリカ大陸部での解放戦争はここに終結した。こうして植民地時代には同一の行政区画だったペルー、アルゼンチンとの連合を望まなかったアルト・ペルー支配層と、ボリバルらの思惑が一致したためアルト・ペルー共和国が誕生した。1825年8月6日、アルト・ペルー共和国議会は独立におけるボリバルとスクレの功績を讃え、独立に際して国名をボリビア、首都名をスクレ（旧チャルカス）と定めた。1825年8月12日、ボリバルは新生ボリビア共和国の初代大統領に選出され、大コロンビア・ペルー・ボリビアの3か国の元首を兼任することとなったが、ボリビアにおけるボリバルの大統領位は名誉職的なものにすぎず、同年の12月29日には大統領を辞任して後任をスクレに任せた。

## 独立後

### ラテンアメリカ諸国連合
南アメリカ大陸のすべてのスペイン領が独立したことで独立戦争が終結すると、ボリバルは1824年末、南アメリカ大陸の新独立国家群に独立保全のための協議を行うよう提案した。1826年にこの会議は実現の運びとなり、南北両アメリカ大陸の結節点となる大コロンビア共和国のパナマ市において6月22日から7月15日までパナマ議会が開催された。会議の参加国は大コロンビア、ペルー、中央アメリカ連邦、メキシコの4か国だった。オブザーバーとしてイギリスとオランダが参加したが、アメリカ合衆国は招かれたものの会議に間に合わず結局欠席となった。南アメリカ南部のチリ、アルゼンチン、ブラジルはボリバルの影響力拡大を懸念して参加せず、孤立していたパラグアイにはそもそも招待状が送られなかった。この会議においては参加各国の相互防衛条約が締結され、また市民権の相互承認や域内戦争の禁止、奴隷貿易の禁止などが可決された が、この条約は大コロンビアの議会しか批准せず、ボリバルの構想した相互防衛の枠組みは成立しなかった。

### 内乱
成立した大コロンビアであったが、ペルーやボリビアの解放戦争の戦費負担などで国内経済は疲弊しており、また国内の3地域（ベネズエラ、ヌエバ・グラナダ、キト）の対立は激しく、特にベネズエラとヌエバ・グラナダ間の対立は先鋭化するばかりだった。ベネズエラ地域の実力者であるホセ・アントニオ・パエスと議会との対立は1824年以降先鋭化し、これをおさめるためにボリバルがパエスに融和的な態度を示すと、ヌエバ・グラナダを基盤とするサンタンデールが不満を募らせていった。ボリバルが独立戦争時の経験などから中央集権を求め、カトリック教会を重視し、大統領については終身制が望ましいと考えていたのに対し、サンタンデルは地方分権の連邦制を求め、信教の自由を保障し、大統領は任期制の上再任不可が望ましいとしていたため、路線対立によって対立はさらに深まった。ボリバル派は「追従派」、サンタンデル派は「自由派」と呼ばれるようになり、党派対立は深まるばかりだった。1827年、大コロンビアのベネズエラとヌエバ・グラナダの間で内乱が起きると、鎮圧のためボリバルは1827年1月28日にペルー大統領を辞任し、リマを去った。ボリバルは、あくまで大コロンビア、ラテンアメリカ連合の維持を理想とした。1828年4月にはオカーニャにて大コロンビア国民会議（憲法制定会議）を招集した。この時ボリバルは自派である追従派の多数派工作を行っていたのだが、いざ会議が始まると自由派が多数を占めるようになり、ボリバルのもくろみは外れてしまった。このためボリバルは8月にサンタンデルを解任し、憲法を停止して、独裁権を手中に収める。しかし、翌月には解任されたサンタンデル派によってボリバル暗殺計画が立てられ、ボリバルは大統領宮殿から危機一髪で逃げ出すこととなった。このためボリバルはサンタンデルを国外追放処分としたが、自身の健康状態の悪化などにより事態は流動的になり始めた。
1829年には、ペルー大統領となったアグスティン・ガマーラが現在のエクアドルにあたる地域の領有を要求し、ペルー軍がグアヤキルに侵入した（グラン・コロンビア＝ペルー戦争）。これはスクレによって撃破されたが、もはやボリバルの権威の低下は誰の目にも明らかだった。さらにボリバル配下の将軍ホセ・マリア・コルドバが反乱を起こす。これもまた鎮圧されたが、1829年の秋には、ベネズエラでホセ・アントニオ・パエスが大コロンビアから分離独立を宣言し、1830年に入るとまずベネズエラが正式に完全分離独立を宣言、続いてキトとグアヤキルがエクアドルとして独立した。

### 最期
1830年1月、ボリバルは自身の政治的な役割の終焉を悟り、全ての地位を放棄してヨーロッパへと向かうことを決意する。マグダレーナ川を下っている最中にボリバルの後継者と目され、ボリバルの危機を何度も救ったスクレ陸軍総監が、選出されたエクアドル大統領の任に就く際の移動中に暗殺されたことを聞き、深い喪失感に襲われた。カリブ海の港町サンタ・マルタまで来たところでボリバルは急に腸チフスが悪化し、ヨーロッパ行きを取りやめた。サンタ・マルタのスペイン人の邸宅で療養生活をしていたが、同年12月17日に死去した。ボリバルの死後、1831年にラファエル・ウルダネータ将軍の独裁が崩壊すると、残存部のヌエバ・グラナダ共和国がコロンビア共和国から独立し、ボリバルのラテンアメリカ統合の夢は完全に敗れた。
植民地時代にはアメリカ大陸でも有数の大富豪だったボリバル家も、シモンが革命の理念とハイチ人との約束のために自らの奴隷を解放し、農園や鉱山を売却し、私財のほぼ全てを投じて解放戦争を続けたために死の直前には財産はほとんど何も残っておらず、シモンの死によってボリバル家は完全に没落した。その一方でベネスエラのパエスやエクアドルのフローレス、ペルーのデ・ラ・マールのように、かつての部下だった将軍達の多くはボリバルを裏切り、解放戦争によって得た権力で私財を蓄え、各国の寡頭支配層を形成した。後世への戒めか、死の間際に「革命の種子を播こうとする者は、大海を耕す破目になる」という言葉を残している。
とくにヌエバ・グラナダにおいては、ボリバル派（中央集権派・保守派）とサンタンデル派（地方分権派・自由派）の対立は、以後100年以上にわたる同国の国内対立の淵源をなすものだった。ボリバルの失脚に伴ってボリバル派の勢いは衰え、1832年にサンタンデルが亡命先から帰国して大統領となるとその趨勢はさらに顕著なものとなった。サンタンデルは法治主義を奉じ自由主義的な統治を行ったが、一方でボリバル派の人物を政権から徹底的に排除し、これが現代までコロンビアで続く猟官制の原因となった。やがて自由派内において穏健派と急進派の路線対立が生じるようになる。穏健派は思想を保守化させたうえでボリバル派と政治同盟を組むようになり、やがて両派は合同して保守党を結成。自由派の後身である自由党と激しい政治闘争を繰り返すようになる。この闘争は1990年代にいたるまで160年以上にもわたって続き、幾度もの激しい内戦とコロンビアの政治的な不安定さを招く主因となった。

## 人物像

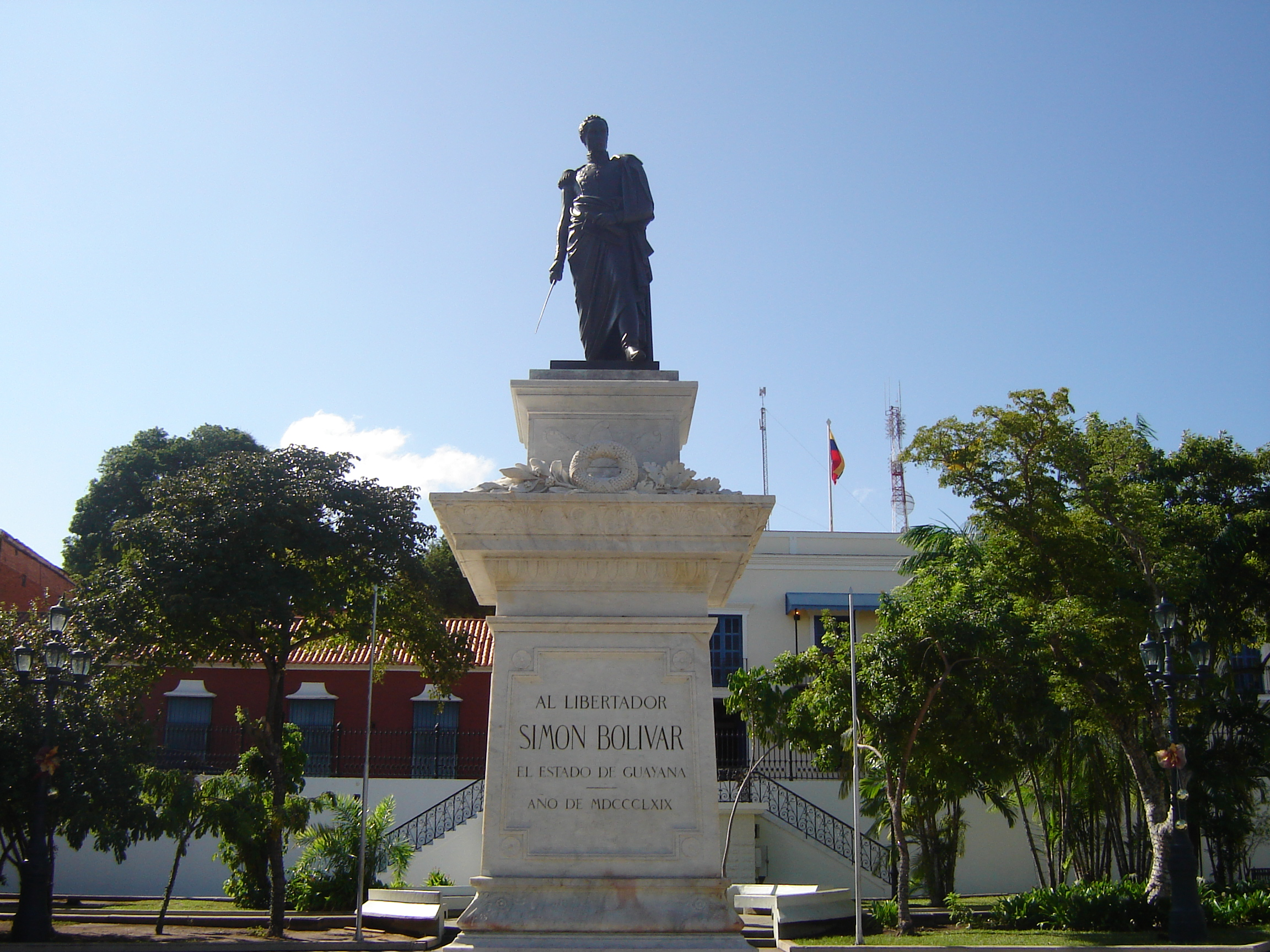
シウダ・ボリバルの銅像

踊りが上手く、非常に情熱的で、理想主義者であったといわれている。また文筆の才能にも優れていた。特に若い頃にモンテスキューやルソーの思想に触れ、ナポレオンの戴冠式に出席したことが、後年に大きな影響を与えたといわれる。生涯を共和主義者として過ごし、君主制の導入を断固として拒否したのはナポレオンに失望したからであったようである。一方で、共和主義者ではあったが大統領には強い権限を与えることが望ましいとし、大統領の任期は終身制が望ましいとした。また、政治システムとしては強力な中央集権体制を望んだ。宗教的にはカトリック教会の特権を保護し、教会と協調する道を選んだ。これらは独立戦争中に各地方の反目によって幾度も苦杯をなめさせられたことや、新国家の脆弱性を認識していたことから来るもので、実際に1828年から1830年にかけての、大コロンビア末期のボリバルの統治はまさしく独裁制であった。しかしこの政治スタイルは南アメリカの当時の現状には全く沿っておらず、各地方の分離独立や自由派の抵抗を招き、彼の建国した大コロンビアはわずか12年で崩壊することとなった。

## 記念
彼の名は、現在でも南アメリカ各地に大きな影響を与えている。上記で述べたがボリビアの国名の由来にもなり、ベネズエラではボリバルが革命議会を開き拠点としたアンゴストゥーラの街が、ボリバルにちなんでシウダ・ボリバルと改名された。またカラカス最寄りのマイケティア国際空港はシモン・ボリバルの名を合わせ持つ。多くの街角には解放者ボリバルの銅像が立ち並び、ベネズエラの地図作成の役所は「ベネズエラ地理院シモン・ボリバル」を正式名称とする。カラカスのボリバル広場と、ボゴタのボリバル広場は、それぞれ首都の中心広場である。
また「アラブの春」で象徴的な働きをしたカイロのタハリール広場の隣にも「シモン・ボリバル広場」がある。その他、各国の州・都市・街区・街路・大学など、ボリバルの名を冠するものは夥しい。ボリバルの生まれた7月24日はボリバル生誕記念日としてベネズエラの祝日となっている。ベネズエラの通貨単位はボリバルで、紙幣の肖像画も多くはボリバルのものとなっている。
1999年にベネズエラ大統領になったウゴ・チャベスは、ボリバル革命を唱えて国名に「ボリバル」を挿入し、ベネズエラの正式国名は「ベネズエラ・ボリバル共和国」となった。中国の協力で打ち上げたベネズエラ初の人工衛星ヴェネサット-1もシモン・ボリバルと名づけられており、ボリバル宇宙活動庁が運用している。

## 語録
- 「エネルギーのない所に功績は光らない。強さのない所に徳はなく、勇気のない所に栄光はない。」
- 「最大の背信は、忘恩である。」
- 「私は人民に選ばれた指導者よりも、指導者を選んだ人民の方に千倍もの信頼を置いている。」
- 「私は困難を恐れない。大いなる事業への情熱に燃えているからだ。」
- 「団結せよ！されば我らは無敵となる！」
- 「私は自由と栄光のために闘ってきた。しかし、個人的栄達のために闘ったことはなかった。」
- 「私は自由と栄光を求めてきて、両方を手に入れた。だから、もうこれ以上の望みはない。」
- 「自由と栄光のために働く者は、自由と栄光以外のいかなる報酬も手にすべきではない。」
- 「政府を形成するのは原則ではなく人間である。」
- 「私にとって、栄光とはいかによく奉仕するかということであり、命令することにあるのではない。」
- 「私の剣と私の心は常にコロンビアのものであろう。そして私の最後の息は天にコロンビアの幸福を願うことになろう。」
- 「危険に直面する勇気、これを克服する知恵、祖国に対する愛と専制政治に対する憎しみである。」
- 「私にとって、栄光とは（中略）敵を打ち破ることであり、勝利の栄光をすべて私の同胞に与えることにある。」
- 「すべての者は団結という計り知れない利益のために働くべきだ。」
- 「アメリカ合衆国は自由の名においてアメリカ大陸を災難だらけにしようとしているように思える。」 - パナマ議会（スペイン語版、英語版）の際に感じた合衆国への不信感により。
- 「イスパノアメリカには独裁か無政府状態しかないのではないだろうか。」 - 終わらない地域主義と内戦を思って。
- 「歴史上最大の馬鹿者三人は、イエス・キリストとドン・キホーテと私だ。」
- 「一体どうやったらこの迷宮から抜け出せるんだ！」- 臨終に際して。
- 「我々が幸福になることは永遠にないだろう。」 - 晩年、ラファエル・ウルダネータ将軍に向けて。
- 「私の最後の願いは祖国の幸福にある。」 - 死の1週間前に残した遺言。
- 「サンタンデルとの仲をとりなさなかったことが、我々を堕落させた。」 - 死の1ヵ月前に知人に宛てた手紙で、サンタンデル将軍との対立を後悔して。

## 関連作品
映画
- リベレイター 南米一の英雄 シモン・ボリバル（2013年、ベネズエラ・スペイン合作、監督：アルベルト・アルベロ（スペイン語版）、主演：エドガー・ラミレス）

文学
- ガルシア・マルケス『迷宮の将軍』木村栄一訳、新潮社、1991年／新版2007年[9]

ラテンアメリカ文学を代表する作家による、ボリバル最期の日々を描いた歴史小説。